# 향토 음식
향토음식(鄕土飮食)은 지역 특유의 전통음식이며, 지역의 범위는 특정 도시에서 지방, 국가에 이르기까지 다양하다.
각 지역에서의 기후 및 특산물, 문화, 전통 등의 차이로 인해 지역별로 독특한 향토음식이 발전해왔으며, 지역간의 교류로 인해 특정 지역의 향토음식이 다른 지역으로 전파되어 그대로 정착하거나 그 지역에 맞게 변형되어 정착하기도 한다. 각 지역의 향토음식이 갖는 명칭 또한 문화나 전통 등에 의해 결정되는 경우가 많다.
예컨대 충무김밥 등이 있다.

## 같이 보기
- 한국의 향토음식